# Clarence Carter
Pour les articles homonymes, voir Carter.
Clarence Carter (né le 14 janvier 1936 à Montgomery (Alabama) est un chanteur et auteur compositeur aveugle et américain de musique soul. Il est notamment connu pour ses succès Slip Away et Patches.

## Discographie
- 1968 This Is Clarence Carter
- 1969 Testifyin'
- 1969 The Dynamic Clarence Carter
- 1970 Patches
- 1971 That's What Your Love Means to Me
- 1973 Sixty Minutes
- 1974 Real
- 1975 Loneliness & Temptation
- 1976 Heart Full of Song
- 1977 I Got Caught Making Love
- 1977 Let's Burn
- 1981 Mr. Clarence Carter in Person
- 1982 Love Me With A Feeling
- 1984 Singing For My Supper
- 1985 Messin' With My Mind
- 1986 Dr. C.C.
- 1987 Hooked on Love
- 1989 Touch of Blues
- 1990 Between a Rock and a Hard Place
- 1991 Dr. CC's Greatest Prescriptions: The Best Of
- 1992 Have You Met Clarence Carter...Yet?
- 1994 Live with the Dr.
- 1995 Together Again
- 1995 I Couldn't Refuse
- 1996 Carter's Corner
- 1997 Too Weak to Fight
- 1999 Bring It to Me
- 2001 Live in Johannesburg
- 2003 All Y'all Feeling Alright
- 2005 One More Hit (To the Face)
- 2007 Messin' with My Mind
- 2007 The Final Stroke
- 2009 On Your Feet
- 2010 A Christmas Party
- 2011 Sing Along With Clarence Carter